# U-292
U-292 – niemiecki okręt podwodny (U-Boot) typu VIIC/41 z okresu II wojny światowej. Okręt nie zatopił i nie uszkodził żadnego okrętu przeciwnika.

## Dowódcy[2]
25.08.1943 – 27.05.1944 – Werner Schmidt

## Przydział do flotylli[1]
- 25.08.1942 – 30.04.1944 – 8 Flotylla treningowa (szkolenie)
- 1.05.1944 2 7.05.1944 – 1 Flotylla treningowa